# ヒルヘッド駅
座標: 北緯55度52分33秒 西経4度17分32秒 / 北緯55.87583度 西経4.29222度
ヒルヘッド駅（ヒルヘッドえき）はスコットランドグラスゴーに位置するグラスゴー地下鉄の駅である。

## 駅構造
方向別単式ホーム2面2線を有する地下駅。

## 駅周辺
- グラスゴー大学
- グラスゴーボタニックガーデン

## 歴史
- 1896年12月14日 - 開業。
- 1977年 - 大規模工事開始。
- 1980年 - 大規模工事終了。

## 利用状況
- 2005年の1年間の乗車人員は186万人である。

## 隣の駅
■グラスゴー地下鉄
ケルビンホール駅 - ヒルヘッド駅 - ケルビンブリッジ駅